# K-MIX 8×8
『K-MIX 8×8』（ケイミックス・エイト・バイ・エイト）は、静岡エフエム放送 （K-MIX）で月 - 木曜20:00 - 20:50に放送されていたラジオ番組の放送枠である。
稀に、K-MIX本社1階のオープンスタジオ「ビュースタ」から公開生放送されることがある（再放送枠においても同様）。

## 概要
- 2005年4月、55分番組として開始。前半30分（20:00 - 20:30）・後半25分（20:30 - 20:55）の2部制であり、8組（1日2組）のミュージシャンが出演する。
- 2010年4月改編にて、27:00（翌日3:00）からの再放送が開始された。
- Love in Actionの枠移動（20:50 - 21:00）に伴い、2012年7月より番組枠が5分短縮され、前半25分（20:00 - 20:25）・後半25分（20:25 - 20:50）となる。
- 2013年3月で番組終了。4月より実質的な後継番組『K-mix Maison de Ami』[1]（月 - 水曜21:00 - 21:50）が開始、出演アーティストは6組に減った。

## 終了時点の番組
⚫印…後継番組『K-mix Maison de Ami』の出演者。※『羊毛とおはなラジオ』は単独番組として継続。
月曜日
- 前半：京太朗と晴彦の音楽男塾![2][3][4] - ⚫京太朗と晴彦
（2007年4月2日 - 2013年3月25日）
- 後半：LoungeGateのジャングルスピーカー[5] - LoungeGate[6]
（2009年4月7日 - 2013年3月25日）

火曜日
- 前半：拝郷メイコのRADIO TREE[7] - ⚫拝郷メイコ
（2009年10月6日 - 2013年3月26日）
- 後半：磯貝サイモンの早く家に帰りたい![8] - 磯貝サイモン
（2011年4月5日 - 2013年3月26日）

水曜日
- 前半：じんプラットホームのたりんたりんじん[9] - ⚫じんプラットホーム[10]
（2012年6月6日 - 2013年3月27日）
- 後半：Contrary Paradeの音楽準備室[11] - ⚫Contrary Parade[12]
（2010年10月6日 - 2013年3月27日）

木曜日
- 前半：羊毛とおはなラジオ[13] - 羊毛とおはな
（2012年7月5日 - 2013年3月28日）
  - ポッドキャスティング配信実施[14]。
  - 2013年4月より、単独番組として日曜19:30 - 19:55の枠に移動[15]。
- 後半：夕暮レトロニカの終わらせない青春!![16] - ⚫夕暮レトロニカ[17]
（2011年4月7日 - 2013年3月28日）

## 過去の番組

### 月曜日
前半
- 湘南探偵団 SLOW LIFE GOES ON - 湘南探偵団
（2005年4月 - 2006年3月、月曜20:00 - 20:30）
※Radio80（岐阜）でも放送。
- 岩木真也のHeat-Rhythm - 岩木真也[18]
（2006年4月 - 2007年3月、月曜20:00 - 20:30）
月曜後半から枠移動。
- 甲斐名都 よりみちroom[19][20][21][22] - 甲斐名都
（2007年4月 - 2011年3月28日、月曜20:00 - 20:30）
水曜後半から枠移動。
- 京太朗と晴彦の音楽男塾! - 京太朗と晴彦
（2011年4月4日 - 番組終了まで、月曜20:00 - 20:30）
月曜後半から枠移動。2012年7月より、5分短縮。

後半
- 岩木真也のおたまじゃくし - 岩木真也
（2005年4月 - 2006年3月、月曜20:30 - 20:55）
2006年4月より改題し、月曜前半へ枠移動。
- ハナミズキのRIDE ON TIME - ハナミズキ[23]
（2006年4月 - 2007年3月、月曜20:30 - 20:55）
- 京太朗と晴彦の音楽男塾! - 京太朗と晴彦
（2007年4月2日 - 2011年3月28日、月曜20:30 - 20:55）
2011年4月より、月曜前半へ枠移動。
- LoungeGateのジャングルスピーカー - LoungeGate
（2011年4月4日 - 番組終了まで、月曜20:30 - 20:55）
火曜後半から枠移動。2012年7月より、20:25 - 20:50。

### 火曜日
前半
- NEVER LAND 4 HIP-HOP[24][25] - NEVER LAND
（2005年4月 - 2006年1月31日、火曜20:00 - 20:30）
2007年4月より、火曜後半の枠にて復活。
- ハレンチ☆パンチのハレ☆ハレMIX - ハレンチ☆パンチ
（2006年2月7日 - 2007年3月、火曜20:00 - 20:30）
- 山口リサ Secret Groove[26][27] - 山口リサ
（2007年4月 - 2009年9月29日、火曜20:00 - 20:30）
- 拝郷メイコのRADIO TREE - 拝郷メイコ
（2009年10月6日 - 番組終了まで、火曜20:00 - 20:30）
2012年7月より、5分短縮。

後半
- SEAMOのA天狗SHOWプリーズ - SEAMO
（2005年4月 - 2007年3月、火曜20:30 - 20:55）
※Radio80（岐阜）でも放送。
- NEVER LAND 4HIP-HOP 〜静岡どゃべぇら!〜[19] - NEVER LAND
（2007年4月 - 2009年3月31日、火曜20:30 - 20:55）
- LoungeGateのジャングルスピーカー - LoungeGate
（2009年4月7日 - 2011年3月29日、火曜20:30 - 20:55）
2011年4月より、月曜後半へ枠移動。
- 磯貝サイモンの早く家に帰りたい! - 磯貝サイモン
（2011年4月5日 - 番組終了まで、火曜20:30 - 20:55）
2012年7月より、20:25 - 20:50。

### 水曜日
前半
- GTPと"ウタをウタう"[28][29][30][31] - GTP
（2005年4月 - 2006年7月5日、水曜20:00 - 20:30）
改題し、同じ時間枠で継続。
- GTPのブーゲンビリアに第2ボタンを - GTP
（2006年7月12日 - 2008年12月24日、水曜20:00 - 20:30）
- ズータンズのしっぽ振って行こう![32] - ズータンズ
（2009年1月7日 - 2012年5月30日、水曜20:00 - 20:30）
解散の為2012年6月以降、じんプラットホームが単独出演。
- じんプラットホームのたりんたりんじん - じんプラットホーム
（2012年6月6日 - 番組終了まで、水曜20:00 - 20:30）
2012年7月より、5分短縮。

後半
- 甲斐名都 よりみちroom - 甲斐名都
（2006年4月 - 2007年3月、水曜20:30 - 20:55）
2007年4月より、月曜前半へ枠移動。
- 櫻井大介のやっぱそうだら[33][34] - 櫻井大介[35][36]
（2007年4月 - 2009年3月25日、水曜20:30 - 20:55）
- のあのわのちょちょチョイス!!![37] - のあのわ
（2009年4月1日 - 2010年9月29日、水曜20:30 - 20:55）
- Contrary Paradeの音楽準備室 - Contrary Parade
（2010年10月6日 - 番組終了まで、水曜20:30 - 20:55）
2012年7月より、20:25 - 20:50。

### 木曜日
前半
- ボノボ THANK YOU FOR THE MUSIC - bonobos
（2005年4月 - 2006年9月、木曜20:00 - 20:30）
- theSoulの半角スペース無し![38][39][40] - theSoul
（2006年10月 - 2008年9月25日、木曜20:00 - 20:30）
- カミナリグモの晴れときどき雷雲 - カミナリグモ
（2008年10月2日 - 2011年3月24日・木曜20:00 - 20:30）
- タニザワトモフミ みみにとどけ[41] - タニザワトモフミ
（2011年4月7日 - 2012年6月28日、木曜20:00 - 20:30）
木曜後半から枠移動。
- 羊毛とおはなラジオ - 羊毛とおはな
（2012年7月5日 - 番組終了まで、木曜20:00 - 20:25）

後半
- スカポンタスのスチャスチャ天国 - スカポンタス
（2005年4月 - 2007年3月、木曜20:30 - 20:55）
- オトナモードの線路は続くよどこまでも[42][43][44] - オトナモード
（2007年4月 - 2010年3月25日、木曜20:30 - 20:55）
- タニザワトモフミ みみにとどけ - タニザワトモフミ
（2010年4月1日 - 2011年3月24日、木曜20:30 - 20:55）
2011年4月より、木曜前半へ枠移動。
- 夕暮レトロニカの終わらせない青春!! - 夕暮レトロニカ
（2011年4月7日 - 番組終了まで、木曜20:30 - 20:55）
2012年7月より、20:25 - 20:50。

## 備考
- 2007年8月13日に静岡県熱海市で開催されたK-MIX主催の野外イベント「POWER OF ATAMIX '07」にて、番組開始以来初めて8組のアーティストが揃い踏みした。
- 2013年2月26日 20:00 - 20:50・27:00 - 27:50、「磯貝サイモンと拝郷メイコの"早く家に帰りTREE"ぶちぬき公開生放送スペシャル!!」を放送。当日21:00 - 22:00のK-MIX Studio 9にも両名がゲスト出演。